# Svemir
Svemir je čitav svijet što nas okružuje: prostor, vrijeme, materija, energija, planeti, zvijezde, galaktike, intergalaktički prostor i sve iza toga.
Grane znanosti koje proučavaju svemir su astronomija (znanost o zvijezdama), zatim kozmogonija i kozmologija. Dio svemira koji čine Sunce i 8 planeta koji kruže oko njega (uključujući i Zemlju) zove se Sunčev sustav.
Pretpostavlja se da je svemir star oko 13.787±0.020 milijarda godina, te da je nastao u velikom prasku (Big Bang). Svemir se ugrubo sastoji od galaktika (nakupina milijuna zvijezda), praznog prostora, te međuzvjezdane tvari. Galaktike su organizirane u galaktička jata i superjata.
Pretežni su sastojci svemira elementi vodik (maseni udjel gotovo 75 %) i helij (oko 25 %), dok ostali elementi čine 1 do 2 %. Uzevši da je masa prosječne zvijezde jednaka masi Sunca (2 · 1030 kg), u galaktikama se nalazi više stotina milijardi sunaca, a broj se i samih galaktika procjenjuje na više stotina milijardi. U kozmologiji se prešutno pretpostavlja da je vidljivi svemir samo dio cijeloga svemira. Nema dokaza da je svemir doista konačan ili beskonačan. Današnji teleskopi postupno prodiru u područja s mlađim galaktikama u dalekom svemiru.
Najstarije kozmološke modele svemira razvili su stari grčki i indijski filozofi te su bili geocentrični, postavljajući Zemlju u središte svemira. Tijekom stoljeća preciznija astronomska promatranja navela su Nikolu Kopernika da razvije heliocentrični model sa Suncem u središtu Sunčevog sustava. Razvijajući zakon univerzalne gravitacije, Isaac Newton se nadovezao na Kopernikov rad, kao i na Keplerove zakone planetarnog gibanja i opažanja Tycha Brahea. Daljnja poboljšanja promatranja svemira dovela su do spoznaje da je Sunce jedna od stotina milijardi zvijezda na Mliječnom putu, koja je jedna od najmanje stotina milijardi galaksija u svemiru. Mnoge zvijezde u našoj galaksiji posjeduju planete. U većim razmjerima, galaktike su raspoređene jednoliko i jednako u svim smjerovima, što znači da svemir nema ni ruba ni središta. Na manjim mjerilima galaktike su raspoređene u skupovima i superskupovima koji tvore ogromna vlakna i praznine u prostoru, stvarajući ogromnu strukturu poput pjene. Otkrića početkom 20. stoljeća predlažu da je svemir imao početak i da se prostor od tada širi, i trenutno se još širi sve većom brzinom.
Postoje brojne hipoteze o konačnoj sudbini svemira i o tome što je, ako ništa drugo, prethodilo velikom prasku, dok drugi fizičari i filozofi odbijaju nagađati, sumnjajući da će podaci o prethodnim stanjima ikada biti dostupni. Neki su fizičari predložili različite hipoteze o multisvemirima, u kojima bi naš svemir mogao biti jedan od mnogih svemira koji također postoje.

## Vanjske poveznice
- Osnove astronomije  Arhivirana inačica izvorne stranice od 4. kolovoza 2004. (Wayback Machine)
- Astronomija NET  Arhivirana inačica izvorne stranice od 24. ožujka 2004. (Wayback Machine)
- Svemir.org  Arhivirana inačica izvorne stranice od 11. veljače 2009. (Wayback Machine)